# Panoramawagen Bernina-Express
De Panoramawagens voor de Bernina-Express zijn rijtuigen voor het regionaal (toeristisch) personenvervoer van de Zwitserse spoorwegmaatschappij Rhätische Bahn (RhB).

## Geschiedenis
In navolging van de panoramarijtuigen voor de Glacier-Express liet de Rhätische Bahn (RhB) in 2000 een aantal panoramarijtuigen bouwen door de Flug- und Fahrzeugwerke Altenrhein (FFA) in Altenrhein. Deze rijtuigen zijn eveneens voorzien van SIG 90-draaistellen met luchtvering.
In 2006-2007 werden een aantal rijtuigen gebouwd door Stadler Rail. Deze rijtuigen zijn voorzien van Stadler-SSL-draaistellen met luchtvering.
Met een vloot van 26 rijtuigen worden 4 composities van twee eersteklasrijtuigen en vier tweedeklasrijtuigen samengesteld.

## Constructie en techniek
Het frame van de rijtuig is met aluminium opgebouwd. In het rijtuig is een klimaatbeheersingssysteem aangebracht. De draaistellen van het type SIG 90 zijn voorzien van schroefvering. De draaistellen van het type Stadler-SSL zijn voorzien van luchtvering.

### Nummers
De rijtuigen werden van de volgende nummers voorzien:
| Lijst panoramarijtuigen van Bernina-Express |                           |          |                   |                |                                   |                          |
| Aantal                                      | Type en nummers Bouwjaar  | Eigenaar | Fabrikant rijtuig | Type draaistel | Aantal zitplaatsen indeling steek | Opmerkingen              |
| 3                                           | Ap 1291-1293 2000         | RhB      | FFA               | SIG 90         | 34 2+1 2054 mm                    |                          |
| 6                                           | Api 1301-1306 2006/2007   | RhB      | Stadler Rail      | Stadler-SSL    | 30 2+1 2054 mm                    | vacuümtoilet             |
| 6                                           | Bp 2502-2507 2000         | RhB      | FFA               | SIG 90         | 50 2+2 1782 mm                    |                          |
| 1                                           | Bps 2511 (ex B 2501) 2000 | RhB      | FFA               | SIG 90         | 44 2+2 1782 mm                    | service afdeling minibar |
| 4                                           | Bps 2512-2515 2006/2007   | RhB      | Stadler Rail      | Stadler-SSL    | 44 2+2 1782 mm                    | service afdeling minibar |
| 6                                           | Bp 2521-2526 2006/2007    | RhB      | Stadler Rail      | Stadler-SSL    | 50 2+2 1782 mm                    |                          |

## Treindiensten
Deze rijtuigen worden door de Rhätische Bahn (RhB) samen met de Allegra-treinstellen ingezet op het traject tussen Chur en Sankt Moritz/Tirano over onder meer de Albulabahn en de Bernina-Bahn.
- Chur - Tirano (met Allegra-treinstellen)
- Davos - St. Moritz (met Allegra-treinstellen, verder naar Tirano)
- St. Moritz - Tirano, Bernina-Bahn